# East Japan Railway Company
East Japan Railway Company (東日本旅客鉄道株式会社?, Higashi-Nihon Ryokaku Tetsudō Kabushiki-gaisha) è una compagnia ferroviaria giapponese. È la più grande compagnia del mondo per numero di passeggeri trasportati e fa parte del Japan Railways Group. La sede centrale si trova a Yoyogi, nel quartiere di Shibuya a Tokyo.

## Storia
Nel 1987 la situazione delle Ferrovie Nazionali Giapponesi (JNR) era arrivata ad un punto tale che il debito accumulato non poteva più essere saldato. Il governe scelse di dividere la JNR dando origine a 7 compagnie regionali chiamate Japan Railways Group. La East Japan Railway Company fu la compagnia a cui toccò la zona del Kantō, la Grande Area di Tokyo e la Regione di Tōhoku, insieme alle zone limtrofe. Essendo una delle più importanti compagini originate dalla divisione della JNR, la JR East venne collocata sul mercato azionario, ma nonostante gli intenti di privatizzazione la compagnia fu di fatto in mano al governo per diversi anni; solamente nel 2002 gli ultimi resti del pacchetto azionario in mano al governo vennero definitivamente venduti.
Dal 1º maggio 2017 è stato istituito il treno JR E001 per servizi-crociera di lusso.

## Linee
JR East gestisce 1703 stazioni su una rete di 7.526,8 km, di cui 3.688 a doppio binario, 5.517,7 elettrificati e 1.052,9 appartenenti alla rete ad alta velocità. Il percorso in tunnel totale è di 882 km.

### Shinkansen (rete ad alta velocità)
JR East opera tutte le linee di treno ad alta velocità Shinkansen a nord di Tokyo:
Akita Shinkansen (秋田新幹線) (Morioka - Akita)
Hokuriku Shinkansen (北陸新幹線) (Tokyo - Nagano)
Jōetsu Shinkansen (上越新幹線) (Tokyo - Niigata)
Tōhoku Shinkansen (東北新幹線) (Tokyo - Sendai - Hachinohe)
Yamagata Shinkansen (山形新幹線) (Fukushima - Shinjō)
Il Tōkaidō Shinkansen, che collega la capitale giapponese con Osaka è invece appartenente alla società JR Central.

### Linee regionali del Kantō

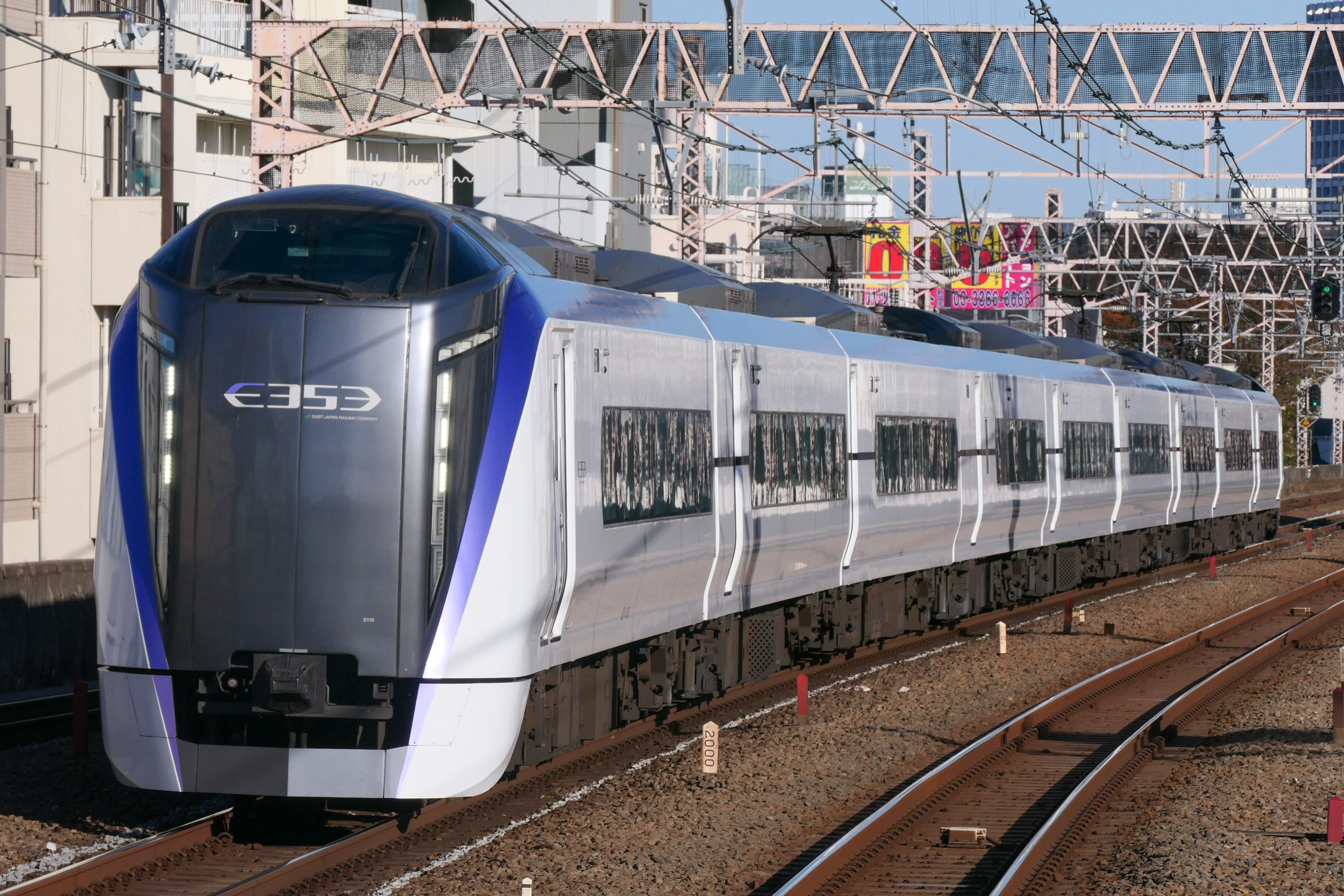
Azusa・Kaiji (Serie E353)
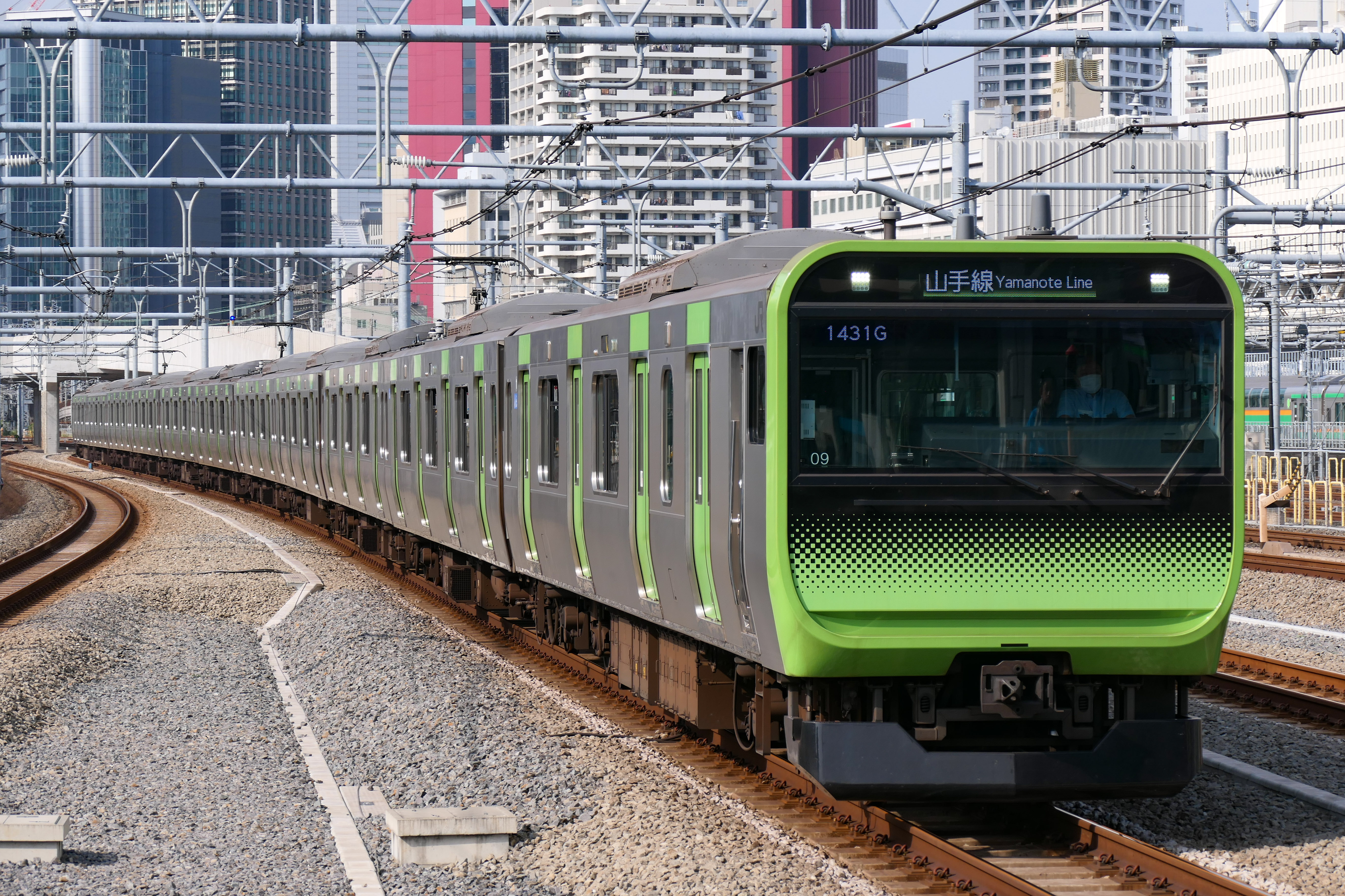
Linea Yamanote (Serie E235)
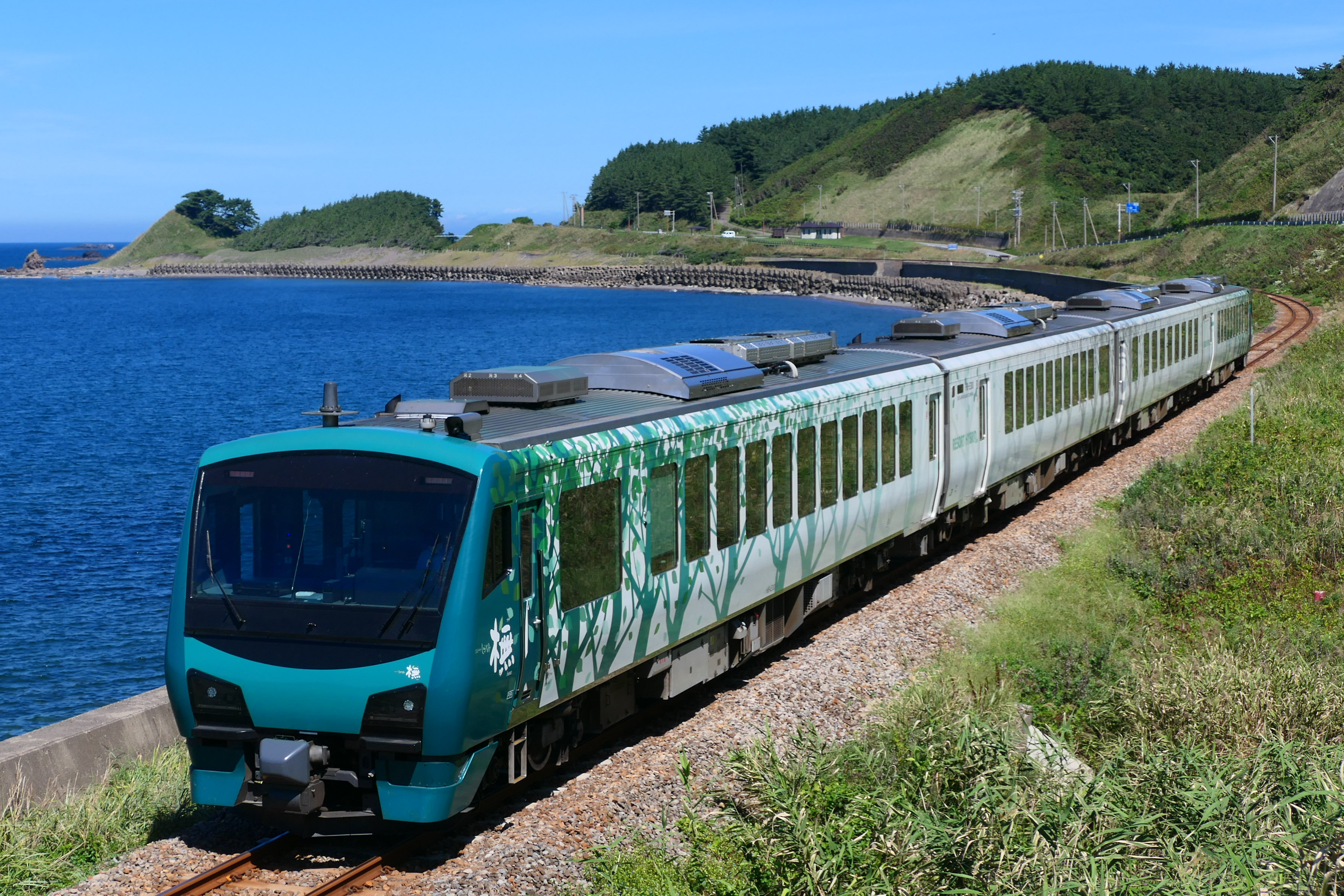
Resort-shirakami-Buna  (Serie Kiha HB-E300)

#### Grande area di Tokyo
Linea Akabane (赤羽線) (Ikebukuro - Akabane)
■ Linea Principale Chūō (中央本線) (Tokyo - Shiojiri - Nagoya)
■ Linea Chūō Rapida (中央快速線) (Tokyo - Takao - Ōtsuki)
■ Linea Chūō-Sōbu (中央・総武緩行線) (Mitaka - Shinjuku - Chiba)
■ Linea Hachikō (八高線) (Hachiōji - Takasaki)
■ Linea Itsukaichi (五日市線) (Haijima - Musashi Itsukaichi)
■ Linea Jōban (常磐線) (Ueno - Hitachi)
■ Linea Kawagoe (川越線) (Ōmiya - Kawagoe - Komagawa)
■ Linea Keihin-Tōhoku (京浜東北線) (Ōmiya - Tokyo - Yokohama)
■ Linea Keiyō (京葉線) (Tokyo - Soga)
■ Linea Mito (水戸線) (Oyama - Tomobe)
■ Linea Musashino (武蔵野線) (Tokyo - Fuchū Hommachi)
■ Linea Nambu (南武線) (Kawasaki - Tachikawa; Shitte - Hamakawasaki)
■ Linea Narita (成田線) (Sakura - Chōshi; Abiko - Narita; Narita - Narita Airport)
■ Linea Negishi (根岸線) (Yokohama - Ōfuna)
■ Linea Ōme (青梅線) (Tachikawa - Ōme - Okutama)
■ Linea Ryōmō (両毛線) (Oyama - Shin Maebashi)
■ Linea Sagami (相模線) (Hashimoto - Chigasaki)
■ Linea Saikyō (埼京線) (Ōsaki - Ōmiya)
■ Linea Shōnan-Shinjuku (湘南新宿ライン) (Ōmiya - Shinjuku - Ōfuna)
■ Linea principale Sōbu (総武本線) (Tokyo - Chōshi)
■ Linea Sotobō (外房線) (Chiba - Mobara - Awa Kamogawa)
■ Linea Takasaki (高崎線) (Ōmiya - Takasaki)
■ Linea Tōgane (東金線) (Narutō - Ōami)
■ Linea principale Tōhoku(Linea Utsunomiya) (東北本線(宇都宮線)) (Ueno - Kuroiso)
■ Linea principale Tōkaidō (東海道本線) (Tokyo - Yokohama - Atami)
■ Linea Tsurumi (鶴見線) (Tsurumi - Ōgimachi; Anzen - Ōkawa; Asano - Umishibaura)
■ Linea Uchibō (内房線) (Soga - Kisarazu - Awa Kamogawa)
■ Linea Yamanote (山手線) (Tokyo)
■ Linea Yokohama (横浜線) (Higashi Kanagawa - Hachiōji)
■ Linea Yokosuka (横須賀線) (Tokyo - Kurihama)
■ Linea Nikkō (日光線) (Utsunomiya - Nikkō)

#### Altre linee nel Kantō
■ Linea Karasuyama (烏山線) (Karasuyama - Hōshakuji)
■ Linea Kashima (鹿島線) (Katori - Kashima Soccer Stadium)
■ Linea Kururi (久留里線) (Kisarazu - Kazusa Kameyama)

### Linee regionali Tōkai and Kōshinetsu
■ Linea Agatsuma (吾妻線) (Shibukawa - Ōmae)
■ Linea principale Chūō (中央本線) (Kōfu - Shiojiri)
■ Linea Echigo (越後線) (Niigata - Kashiwazaki)
■ Linea Hakushin (白新線) (Niigata - Shibata)
■ Linea Iiyama (飯山線) (Toyono - Echigo Kawaguchi)
■ Linea Itō (伊東線) (Atami - Itō)
■ Linea Jōetsu (上越線) (Takasaki - Miyauchi; Echigo Yuzawa - Gala Yuzawa)
■ Linea Koumi (小海線) (Kobuchisawa - Komoro)
■ Linea Ōito (大糸線) (Matsumoto - Minamiotari)
■ Linea principale Shin'etsu (信越本線) (Takasaki - Yokokawa; Shinonoi - Nagano - Niigata)
■ Linea Shinonoi (篠ノ井線) (Shinonoi - Shiojiri)
■ Linea Yahiko (弥彦線) (Higashi Sanjō - Yahiko)

### Linee regionali Tōhoku
■ Aterazawa Line (左沢線) (Kita Yamagata - Aterazawa)
■ Linea Ban'etsu orientale (磐越東線) (Iwaki - Kōriyama)
■ Linea Rikuu est (陸羽東線) (Kogota - Shinjō)
■ Linea Gonō (五能線) (Higashi Noshiro - Kawabe)
■ Linea Hachinohe (八戸線) (Hachinohe - Kuji)
■ Linea Hanawa (花輪線) (Ōdate - Kōma)
■ Linea Ishinomaki (石巻線) (Kogota - Onagawa)
■ Linea Iwaizumi (岩泉線) (Moichi - Iwaizumi)
■ Linea Jōban (常磐線) (Hitachi - Iwanuma)
■ Linea Kamaishi (釜石線) (Hanamaki - Kamaishi)
■ Linea Kesennuma (気仙沼線) (Maeyachi - Kesennuma)
■ Linea Kitakami (北上線) (Kitakami - Yokote)
■ Linea Ōfunato (大船渡線) (Ichinoseki - Sakari)
■ Linea Oga (男鹿線) (Oiwake - Oga)
■ Linea Ōminato (大湊線) (Noheji - Ōminato)
■ Linea principale Ōu (奥羽本線) (Fukushima - Yamagata - Akita - Aomori)
■ Linea Senseki (仙石線) (Aobadōri - Ishinomaki)
■ Linea Senzan (仙山線) (Sendai - Uzen Chitose)
■ Linea Suigun (水郡線) (Mito - Asaka Nagamori; Kamisugaya - Hitachi Ōta)
■ Linea Tadami (只見線) (Aizu Wakamatsu - Koide)
■ Linea Tazawako (田沢湖線) (Morioka - Ōmagari)
■ Linea principale Tōhoku (東北本線) (Kuroiso - Morioka; Hachinohe - Aomori; Iwakiri - Rifu)
■ Linea Tsugaru (津軽線) (Aomori - Mimmaya) (a part of Tsugaru-Kaikyō Line)
■ Linea Tsugaru-Kaikyō (津軽海峡線) (Aomori - Nakaoguni)
■ Linea principale Uetsu (羽越本線) (Niitsu - Akita)
■ Linea Ban'etsu occidentale (磐越西線) (Kōriyama - Niitsu)
■ Linea Rikuu ovest (陸羽西線) (Shinjō- Amarume)
■ Linea Yamada (山田線) (Morioka - Kamaishi)
■ Linea Yonesaka (米坂線) (Yonezawa - Sakamachi)

## Servizi di lunga percorrenza
Di seguito la lista di tutti i treni espressi limitati (Shinkansen inclusi) operati dalla JR East (dati del 2011).

### Shinkansen
- Asama
- Hayabusa
- Hayate
- Komachi/Super Komachi
- Nasuno/Max Nasuno
- Tanigawa/Max Tanigawa
- Toki/Max Toki
- Tsubasa
- Yamabiko/Max Yamabiko

### Espressi limitati (diurni)
- Akagi/Weekend Akagi
- Ayame
- Super Azusa/Azusa
- Hakuchō/Super Hakuchō
- Hakutaka
- Super Hitachi/Fresh Hitachi
- Inaho
- Kaiji/View Kaiji/Hamakaiji
- Kamoshika
- Kinugawa/Spacia Kinugawa
- Kusatsu
- Minakami
- Narita Express
- Nikkō
- Super View Odoriko/Odoriko
- Sazanami
- Wide View Shinano/Shinano
- Shiosai
- Ohayō Tochigi/Hometown Tochigi
- Tsugaru
- Wakashio

### Espressi limitati (notturni)
- Akebono
- Cassiopeia
- Hokutosei
- Nihonkai
- Sunrise Izumo/Sunrise Seto
- Twilight Express

### Espressi
Tutti i seguenti treni sono operati da diverse società, ma utilizzano in parte i binari di JR East come espressi notturni (夜行急行列車?, yakō kyūkō ressha).
- Hamanasu (JR Hokkaido)
- Kitaguni (JR West)
- Noto (JR West)